# Klaus Decker
Klaus Decker (* 26. dubna 1952, Salzwedel) je bývalý východoněmecký fotbalista, levý obránce.

## Fotbalová kariéra
Ve východoněmecké Oberlize hrál za 1. FC Magdeburg. Nastoupil ve 279 ligových utkáních a dal 7 gólů. V letech 1972, 1974 a 1975 získal s 1. FC Magdeburg mistrovský titul a v letech 1973, 1978, 1979 a 1983 východoněmecký fotbalový pohár. V Poháru mistrů evropských zemí nastoupil v 6 utkáních, v Poháru vítězů poháru nastoupil v 17 utkáních a v Poháru UEFA také v 17 utkáních. V roce 1974 vyhrál s 1. FC Magdeburg Pohár vítězů pohárů. Za reprezentaci Východního Německa (NDR) nastoupil v roce 1974 ve 3 utkáních.

## Ligová bilance
| Ročník          | Zápasy | Góly | Klub            |
| --------------- | ------ | ---- | --------------- |
| I. liga 1970/71 | 25     | 1    | 1. FC Magdeburg |
| I. liga 1971/72 | 19     | 0    | 1. FC Magdeburg |
| I. liga 1972/73 | 21     | 0    | 1. FC Magdeburg |
| I. liga 1973/74 | 26     | 0    | 1. FC Magdeburg |
| I. liga 1974/75 | 25     | 0    | 1. FC Magdeburg |
| I. liga 1975/76 | 23     | 1    | 1. FC Magdeburg |
| I. liga 1976/77 | 26     | 1    | 1. FC Magdeburg |
| I. liga 1977/78 | 24     | 1    | 1. FC Magdeburg |
| I. liga 1978/79 | 26     | 0    | 1. FC Magdeburg |
| I. liga 1979/80 | 22     | 2    | 1. FC Magdeburg |
| I. liga 1980/81 | 8      | 0    | 1. FC Magdeburg |
| I. liga 1981/82 | 17     | 1    | 1. FC Magdeburg |
| I. liga 1982/83 | 16     | 0    | 1. FC Magdeburg |
| I. liga 1983/84 | 1      | 0    | 1. FC Magdeburg |
| CELKEM I. liga  | 279    | 7    |                 |